# Молдавська чорна (порода свиней)
Молдавська чорна — порода свиней сального типу, яку розводять у Молдові та в деяких суміжних районах Одеської області.
Виведені схрещуванням місцевих помісних чорних свиней із свиньми беркширської породи. Молдавські чорні свині мають 
чорну масть, іноді з білими відмітками на ногах і лобі.
Жива вага дорослих кнурів 220—250кг, а свиноматок 180—220кг. Плодючість 9—11 поросят в опоросі.